# Crem Helado
Crem Helado es una empresa destinada al sector de los alimentos, más específicamente a los helados, establecida en Colombia.
La empresa, que forma parte del Grupo Nutresa, registró en 2018 un total de ventas de unos 450 mil millones de pesos, con la venta de 1 841 000 helados diarios, controlando así el 44,3% del mercado de la industria heladera colombiana.

## Historia
En 1955, Horace Day, empresario de origen estadounidense que se había establecido en Colombia, creó una heladería en la capital colombiana, Bogotá, con el nombre de Helados Chikos, y que terminaría en un fracaso.
En 1964 se fundó Tropicrem Ltda., empresa que dio nacimiento a la producción de helados a escala industrial en Colombia, y que en 1982 sería adquirida por Meals, empresa dedicada al comercio de alimentos.
En octubre de 1989 CremHelado lanzo al mercado su producto emblemático "Paleta Drácula" se volvió un producto de la tradición del Halloween de los niños y colombianos , la paleta es un helado de fresa con cobertura de chocolate con una figura y tarjeta. En 2023 se lanza el tarro de helado Drácula, Ataúdes también incluía figura y Chocolatina Drácula incluía Sticker, en 2024 se lanzó la "malteada Drácula" y la "Galleta Drácula" 
En 2003, la empresa anunció su participación en Helados Melca en Panamá, que era una unión entre distintos empresarios locales, y la compra de la división de helados de Nestlé en Panamá. Sin embargo, esta marca fracasó al poco tiempo, por lo que Meals decidió retirarse de este mercado.
En 2006, Meals fue comprada por Nutresa (en esa época llamada Grupo Nacional de Chocolates).

### Productos adicionales
En 1992, Meals lanzó al mercado un jugo de naranja bajo el nombre comercial de Country Hill.

## Críticas
La empresa ha sido muy criticada por su política de empleo, aplicando un esquema de empresa individual a sus vendedores ambulantes, por lo que sus empleados no tienen acceso a pensiones, seguro de desempleo o derechos laborales, ni tampoco cuentan con un salario fijo. Además se han impuesto horarios marcadamente fuera de todo convenio laboral. Estas condiciones han provocado que muchos vendieran los productos de la empresa por su cuenta en sitios no apropiados para ello, como en el transporte público. Durante la pandemia de COVID-19, marcada por el bajo consumo, sus condiciones han sido noticia por llevar a algunos a la desesperación. Varias manifestaciones organizadas por el sindicato del sector agroalimentario han reclamado el fin de estas prácticas laborales.